# Alloschemone
Alloschemone — род многолетних вечнозелёных лазящих травянистых растений семейства Ароидные (Araceae).
Небольшой род, включающий всего два вида.

## Ботаническое описание
Вечнозелёные лазящие травы, полуэпифиты.
Эпидермис стебля с возрастом одревесневает и покрывается продольными бороздками.
Листья большие. Черешок с верхушечным коленцем, в основании утолщённый. Влагалища короткие. Листовая пластинка перисторассечённая, полусердцевидная в очертании, лопасти острые, серповидные, по 4—6 с каждой стороны. Первичные жилки по одной на каждой лопасти, вторичные — более-менее параллельные, жилки более высокого порядка образуют сетчатый узор.
Соцветие единичное. Цветоножка короче черешков. Покрывало овальной формы, опадающее. Початок на ножке, цилиндрический, с тупой вершиной.
Цветки двуполые, околоцветник отсутствует. Тычинок 4; нити плоские, свободные или сросшиеся, короче завязи; теки продолговатые, вскрывающиеся сбоку наклонным, верхушечным, подобным по́ре разрезом. Пыльца эллипсоидная, среднего размера (46 мкм). Завязь призматическая, одногнёздная, с обильной слизью в гнезде; семяпочка одна, амфитропная; плацента базальная; рыльце сидячее, овальное.

## Распространение
Встречается в Северной Бразилии и Боливии, в тропических влажных лесах.

## Классификация

### Виды
В роду два вида:
- Alloschemone inopinata Bogner & P.C.Boyce
- Alloschemone occidentalis (Poepp.) Engl. & K.Krause typus